# سيكوباربيتال
سيكوباربيتال  (بالإنجليزية: Secobarbital)‏ هو دواء مخدر من عائلة الباربيتورات التي تصنعها وتُسوّقها شركة إيلي ليلي وشركاءه حتى عام 2001 تحت اسم سيكونال. قصير المفعول تم تسجيله في عام 1934 في الولايات المتحدة. يمتلك خواص مخدرة ومضادة للخدر ومزيل القلق ومهدئ ومنوم. في المملكة المتحدة، يعرف باسم كينال باربيتون. سيكوباربيتال كدواء قبل الجراحة للحث على التخدير وكعلاج مزيل القلق قبل العمليات الجراحية أو التشخيصية أو العلاجية القصيرة أو غير المؤلمة. تعرض سيكونال للإساءة على نطاق واسع، تم إنزال السيكوباربيتال إلى الخلفية، وتوقف ليلي عن تصنيعه في مايو 2001.

## مؤشرات
يشار سيكوباربيتال ل:
- علاج الصرع
- علاج مؤقت للأرق
- استخدم كدواء قبل الجراحة لإنتاج التخدير وانعدام القلق في العمليات الجراحية أو التشخيصية أو العلاجية القصيرة التي تكون مؤلمة الحد الأدنى.

## الآثار الجانبية
الآثار الجانبية المحتملة لل سيكوباربيتال ما يلي:
- نعاس
- وظائف المحرك ضعف
- ضعف التنسيق
- ضعف التوازن (Ataxia)
- دوخة
- القلق
- ارتباك
- الإثارة، والتهيج، أو الإثارة
- صداع الراس
- جوع
- غثيان
- قيء
- الكوابيس
- زيادة الحساسية للألم
- الحساسية
- صعوبة في التنفس
- الوذمة
- الشرى

## السحب
سيكوباربيتال قد تنتج الإدمان النفسي وتنتج الاعتماد البدني إذا استخدمت لفترة طويلة من الزمن. قد تحدث أعراض الانسحاب إذا انتهى الاستخدام طويل الأمد فجأة ويمكن أن يشمل:
- القلق
- الأرق
- فقدان الشهية
- النوبات
- الارتعاش
- الموت المحتمل نتيجة الانسحاب

## الاستخدام الترفيهي
لقد تم تعاطي سيكوباربيتال على نطاق واسع للأغراض الترفيهية في الستينيات والسبعينيات والثمانينيات، كان سيكوباربيتال مسؤولاً عن العديد من الجرعات الزائدة خلال تلك الفترة، انخفض استخدام الوصفات الطبية للسيكوباربيتال في بداية الثمانينيات من القرن العشرين حيث حل محله البنزوديازيبينات. اكتسب سيكوباربيتال العديد من الأسماء المستعارة، والأكثر شيوعًا هي «الأحمر» أو «الشياطين الحمر» أو «المذهل الحمراء» (بسبب لون الكبسولات). والألقاب الشائعة الأخرى هي «العلوم» و «الكرادلة» و «النعال الياقوتية».الممثلة كارول لانديس في عام 1948 ودوروثي كيلجالين في عام 1965 كلاهما زعم أنهما انتحرا، أو جرعة زائدة عن طريق الخطأ على سيكوباربيتال.